# Список графів і герцогів графства Мен
Граф Менський (фр. comtes du Maine) — титул правителя середньовічного французького Менського графства.

## Графи Менський

### Перші графи
У VIII столітті згадуються 2 графи Мена, родичі Робертінів:
- Роже, граф Мена у 710 та 724 роках.
- Ерве, син попереднього, граф Мена у 748 році.

### Перший дім графів Менський (Роргоніди)
- 832-839 : Роргон I (пом. 839/840), граф Менський, граф Ренну з 819, син Гозлена I.
- 839-849 : Гозберт (пом. 849), граф Менський, син попереднього.
- 849-865 : Роргон II (пом. 865), граф Менський, брат попереднього.
- 865-878 : Гозфрід (пом. 878), граф Менський, маркіз Нейстрії, син попереднього.
- 878-885 : Рагенольд (пом. 885), граф д'Ербо, граф Менський, маркіз Нейстрії, правнук Роргона I

Після смерті Рагенольда імператор Карл III Товстий передав Менське графство Роже, що став родоначальником другого дому графів Менський (Гугонідів). Наприкінці IX - початку X століть з ним і його сином сперечався син Гозфріда, Гозлен II.

### Період боротьби між Роргонідами й Гугонідами
- 886-893 : Роже (пом. 900), граф Менський, призначений графом імператором Карлом III Товстим у 886 році, але усунутий 893 року королем Едом
- 893-895 : Гозлен II (пом. 914), граф Менський, син Гозфріда, графа Менського, призначений королем Едом, але утримати його не зміг.
- 895-900 : Роже (пом. 900), граф Менський, повторно

### Другий дім графів Менський (Гугоніди)
- 900-950: Гуго I (пом. 940), граф Менський, син графа Роже Менськийа
- 950-992: Гуго II (пом. 992), граф Менський, син попереднього
- 992-1015: Гуго III (пом. 1015), граф Менський, син попереднього
- 1015-1035: Герберт I (пом. 1035), граф Менський, син попереднього
- 1035-1051: Гуго IV (пом. 1051), граф Менський, син попереднього.
  - 1051—1060: Мен захоплено графом Анжуйським Жоффруа II Мартелом
- 1051-1062 : Герберт II (пом. 1062), граф Менський (формально), син попереднього

Бездітний Герберт II заповів Мен Вільгельму Завойовнику, але менська знать повстала й визнала графом дядька Герберта II.

### Боротьба за Менську спадщину
- 1062-1063: Готьє I де Вексен (пом. 1063), граф Вексена та Амьєна з 1035, чоловік Біоты Менський, дочки графа Герберта I

Вільгельм Завойовник призначив графом свого старшого сина Роберта замість усунутого графа Готьє, що помер в ув’язненні за нез’ясованих обставин.
- 1063-1069: Роберт I Куртгьоз (бл. 1054—1134), герцог Нормандії 1087-1106, син Вільгельма Завойовника

У 1069 році графство перейшло до іншого спадкоємця.
- 1069-1093: Гуго V д'Есте (пом. 1097), син Аццо II д'Есте й Герсенди Менський, онуки графа Герберта I. У 1093 році він продав Мен своєму кузену Елі I де Божансі
- 1093-1110: Елі I де Божансі (пом. 1110), син Ланселена де Божансі, сеньйора де Ла Флеш, і Паули Менський, онуки графа Герберта I
- 1110-1126: Ерембурга (1091-1126), дочка попереднього, дружина Фулька V Анжуйського.

### 1-й Анжуйський Дім (Гатіне-Анжу,Плантагенети)

Герб Жоффруа V Плантагенета

- 1110—1129: Фульк V Молодий (1095—1143), граф Анжу, король Єрусалима, чоловік попередньої
- 1129—1151: Жоффруа I Красивий (1113—1151), граф Анжу, герцог Нормандії, син попереднього
- 1151—1151: Елі II Менський, брат попереднього
- 1151—1189: Генріх I Плантагенет (1133—1189), король Англії, син Жоффруа I
  - 1156—1158: Жоффруа II (1134—1158), граф Анжу
  - 1169—1183: Генріх II Молодий (1155—1183), граф Анжу
- 1183—1199: Річард I Левове Серце (1157—1199), король Англії
- 1199—1204: Іоанн Безземельний (1167—1219), король Англії

У 1204 році король Франції Філіп II Август конфіскував Анжу і Мен й долучив їх до королівського домену.

### 1-й Анжуйський дімздинастії Капетингів

Герб графів Анжуйських з дому Капетингів

- Жан Тристан (1219-1232), син Людовіка VIII Лева, короля Франції, носив лише титул
- 1246-1285: Карл I Анжуйський (1226-1285), також король Сицилії, потім король Неаполя, брат попереднього
- 1285-1290: Карл II (1254-1309), король Неаполя, син попереднього
  - у 1290 році він віддає Анжу і Мен у придане своїй дочці, що стала дружиною Карла де Валуа
- 1290-1299: Маргарита Анжуйська (1273-1299), дочка попереднього

### Династія Валуа
- 1290-1325: Карл III де Валуа (1270-1325), син Філіпа III, короля Франції, чоловік попередньої
- 1325-1328 : Філіп де Валуа (1293-1350), син попередньої
  - У 1328 році Філіп де Валуа стає королем Франції під ім’ям Філіпа VI та приєднує Анжу і Мен до королівського домену

### Анжу-Сицилійський дімздинастії Валуа

Герб герцогів Анжуйських

- 1350-1384: Людовік I Анжуйський (1339-1384), титулярний король Неаполя з 1382 року, граф Провансу, граф (з 1360 герцог) Анжу, син короля Іоанна II Доброго
- 1384-1417: Людовік II Анжуйський (1377-1417), титулярний король Неаполя з 1384 року, граф Провансу, герцог Анжу, син попереднього
- 1417-1434: Людовик III Анжуйський (1403-1434), титулярний король Неаполя з 1417 року, граф Провансу, герцог Анжу, син попереднього
- 1434-1472: Карл IV Менський (1414-1472), син попереднього
- 1472-1481: Карл V Анжуйський (1436-1481), титулярний король Неаполя з 1480 року, граф Провансу, герцог Анжу, син попереднього

Після смерті Карла V (1481) Анжу і Мен долучено до королівського домену.

## Герцоги Менський (апанаж)

### Бурбони
У 1670 році король Франції Людовік XIV зробив Мен герцогством та виділив як апанаж своєму незаконному сину від  Франсуази-Атенаїс де Рошешуар де Мортемар (1641—1707), маркізи де Монтеспан:
- 1670-1736 : Луї-Огюст де Бурбон (1670—1736), герцог Менський